# 飓风克劳斯
飓风克劳斯（英語：Hurricane Klaus）是1990年10月令小安的列斯群岛普降暴雨的一场大西洋飓风，也是1990年大西洋飓风季形成的第11个热带气旋和第6场飓风。系统源于10月3日多米尼克以东不远处的东风波，系统向西北方向飘移并迅速增强，于10月5日达到飓风强度。气旋一度到达距小安的列斯群岛不到19公里海域，但在强烈风切变的影响下，其最强风力一直保持在东北象限，飓风也开始稳步减弱。降级成热带低气压后，克劳斯一度在巴哈马上空短暂强化，最终于10月9日受逐渐发展的热带风暴马可影响下消散。
圣卢西亚有大量香蕉作物因暴雨毁于一旦，数量占当地香蕉年产量的15%。马提尼克受灾最为严重，强降雨在岛上引发严重洪灾和多场山体滑坡，导致7人死亡，1500人无家可归。风暴残留之后进入美国东南部，同样产生大量降水，致使4人丧生，部分地区数天后又因热带风暴马可出现更多雨量。由于这场飓风造成了严重破坏，其名称“克劳斯”因此退役，永远都不会再在北大西洋热带气旋命名时采用。

## 气象历史
9月27日，一股东风波离开非洲海岸。系统沿副热带高压脊南部向西移动，逐渐发展出对流，于9月28日从佛得角群岛以南经过时已存在下层环流。接下来几天里，对流组织呈现波动趋势，系统数次呈现出发展成热带低气压的迹象。系统逼近小安的列斯群岛，组织结构进一步改善，虽然受到上层风切变的不利影响，但系统还是于10月3日在多米尼克以东约185公里洋面发展成第十三号热带低气压。受弱转向气流影响，气旋向西北飘移，仅成为热带气旋6小时后就升级成热带风暴，美国国家飓风中心以“克劳斯”（Klaus）为其命名。
成为热带风暴时，气旋所在海域水温约为28.4°C，还存在时速47公里的风切变。克劳斯行经洋面存在强烈斜压环境，其组织结构有所改善，于协调世界时10月5日中午12点在安地卡岛以东约50公里海域达到飓风标准，并于不久后从巴布达岛以东仅19公里洋面经过，是距小安的列斯群岛最近的一次。克劳斯接下来达到风力时速130公里，最低中心气压985毫巴（百帕，29.09英寸汞柱）的最高强度，但在风切变的影响下，其深层对流及最强风力基本集中在东北方向。气象机构这时预计飓风会继续向西北偏北前进，但克劳斯实际上于10月6日降级成热带风暴，然后转朝西面移动。
气旋继续在小安的列斯群岛以北不远处移动，并在风切变的影响下继续弱化，于10月8日在波多黎各以北降级成热带低气压。当天下午，系统中心上空重新发展出对流，克劳斯再度达到热带风暴标准并加速向巴哈马东北方向逼近，风速短暂提升至每小时85公里。气旋西侧的古巴上空有低气压区稳步增强，并于10月9日发展成热带低气压，克劳斯在其影响下逐渐减弱，最终于10月9日晚消散，新系统之后发展成热带风暴马可。克劳斯的残留湿气继续向西北移动，到10月11日时已抵达南卡罗莱纳州海岸。

## 防灾措施
气旋于10月4日清晨达到热带风暴强度后不久，背风群岛北部从圣马丁岛到安地卡岛之间地区接获热带风暴警告，并在克劳斯明显开始快速增化后升级成飓风警告。此外，法国政府还向瓜德罗普发出热带风暴警告，维尔京群岛也收到飓风观察预警，但在气旋开始减弱后中止。瓜德罗普政府官员建议居民将牲畜转移到更安全的地点，尽量避开可能发生洪灾的区域。马提尼克、荷属圣马丁和安地卡岛的学校在飓风来袭前关闭，维尔伯德国际机场也在风暴来袭前关闭
风暴存在后期，巴哈马政府先后向该国中部和北部发布热带风暴警告，再在气旋消散后中止。

## 影响
受飓风克劳斯影响，小安的列斯群岛各地普降中到大雨，降雨量有可能高达380毫米。风暴影响的许多地区曾在1989年受到飓风雨果重创。巴巴多斯因降水引发洪灾，导致部分道路阻塞，多户家庭被迫迁住更安全的地点。气旋外围雨带产生的闪电令岛上部分地区停电。圣卢西亚受到狂风暴雨摧残，大量香蕉作物毁于一旦，占该国香蕉年产量的15%，损失总额约有100万美元。
马提尼克因降雨引发严重洪灾，部分地点的积水达3米深，法兰西堡郡市镇圣约瑟夫（Saint-Joseph）附近有座桥被冲毁，两姐妹因此溺毙。岛上还发生多起山崩。风暴造成供电和电话线路受损，芒丹有750人因洪灾被迫从家中疏散，全岛共有1500人流离失所。海上有一艘渔船因海况恶劣受损，船上两人同船只一起随波飘流了25天后才在马提尼克西北偏北方向约1035公里洋面获救。该岛共有7人因这场飓风遇难。
多米尼克受飓风产生的狂风影响，有多条输电线缆中断，该岛北部还有部分树木倒塌。安地卡岛有少量房屋因狂风受损，两家广播电台也停止播报。气旋的外围雨带在美属维尔京群岛降下小雨，圣托马斯岛的降雨量约为32毫米，圣克洛伊岛的阵风时速最强，有53公里。特克斯和凯科斯群岛降下中等程度雨量，其中大特克岛的36小时降雨量总量有100毫米。
克劳斯在佛罗里达州东海岸产生4.5米的大浪和比正常水平高1米的潮汐。在持续性的东风影响下，东岸沿线出现海滩侵蚀。气旋的残留湿气进入美国东南部，在南卡罗莱纳州产生暴雨，降雨量普遍在250至380毫米之间，北卡罗莱纳州的降雨总量数额略低于南卡罗莱纳州。南卡罗莱纳州因暴雨导致一座水坝崩塌，夺走4条人命。克劳斯的残留进入美国东南部仅两天后，热带风暴马可又从佛罗里达州西北部登陆，产生更多雨量，在多地造成严重破坏。

## 退役
受飓风对马提尼克造成的严重破坏影响，法国政府要求将其名称“克劳斯”退役，世界气象组织于次年春季同意请求，用来代替的新名称是“凯尔”（Kyle）。